# Federation (motorfiets)
Federation en Federal zijn Britse historisch merken van motorfietsen.
De bedrijfsnaam was: The Co-Operative Wholesale Society Ltd., Birmingham.
De Co-operative Wholesale Society bracht in 1921 voor het eerst motorfietsen op de markt onder de merknamen "Federal" en "Federation". De Federals waren eenvoudige modellen met een 269cc-Villiers-tweetaktmotor. Later werden ook 172cc-Villiers-motoren ingebouwd in modellen die al drie versnellingen en volledige kettingaandrijving hadden. De naam "Federal" verviel in 1929, maar het merk Federation bleef bestaan.
De Federation-modellen hadden vanaf 1921 292cc-JAP-zijklepmotoren met een Sturmey-Archer-tweeversnellingsbak en een chain-cum-belt drive. Dit waren wat duurdere modellen met een Brampton Biflex-voorvork. Ze konden naar wens met een toerstuur of met een TT-Replica sportstuur geleverd worden. In 1922 verscheen een zwaar model met een 677cc-JAP-V-twin blok. In 1923 volgde er een zeer goedkoop model, feitelijk een gemotoriseerde fiets met een 147cc-Villiers motortje. In 1929 werd voor het eerst een JAP-kopklepmotor gebruikt, een 346cc-model dat ook al een zadeltank had. In 1930 volgde ook een 500cc-zijklepper, in 1931 zelfs een 677cc-zijklepper en een 500cc-kopklepper. In 1933 was er nog maar één model met een viertaktmotor over, maar in dat jaar werd ook een 245cc-kopklepper geïntroduceerd, naast twee modellen met een 150cc-Villiers-tweetaktmotor.
In 1937 werd ook de productie van de Federation-modellen gestaakt en de Co-operative Wholesale Society richtte zich weer uitsluitend op haar kruidenierswaren.